# Mezoregion Noroeste de Minas

Mezoregion Noroeste de Minas

Mezoregion Noroeste de Minas – mezoregion w brazylijskim stanie Minas Gerais, skupia 19 gminy zgrupowanych w dwóch mikroregionach. 

## Mikroregiony
- Paracatu
- Unaí